# Distribuzione discreta

La funzione di massa di probabilità (PMF) p (s) Specifica la distribuzione della probabilità per la somma S di conteggi da due dadi.

In teoria delle probabilità una distribuzione discreta è una distribuzione di probabilità definita su un insieme discreto S. In particolare questo insieme può essere finito oppure numerabile (i suoi elementi possono essere elencati tramite i numeri naturali: {\displaystyle S=\{s_{0},s_{1},s_{2},...\}}).
Una variabile aleatoria (o stocastica, o casuale dall'inglese random) è discreta se segue una distribuzione di probabilità discreta.
Se l'insieme S è contenuto nei numeri reali, si può definire la funzione di ripartizione della distribuzione, che assume valori su S; se viene rappresentata su tutti numeri reali allora acquista la forma di una funzione a gradini, costante sugli intervalli semiaperti {\displaystyle [s_{n},s_{n+1}[}.

## Esempi
Particolari distribuzioni discrete di probabilità sono:
- la distribuzione discreta uniforme,
- la distribuzione binomiale,
- la distribuzione di Bernoulli,
- la distribuzione di Poisson (o degli eventi rari),
- la distribuzione geometrica,
- la distribuzione di Pascal,
- la distribuzione ipergeometrica,
- la distribuzione di Wilcoxon,
- la distribuzione di Benford (o della prima cifra),
- la distribuzione di Kolmogorov-Smirnov,
- la distribuzione di Spearman,
- la distribuzione di Rademacher
- la distribuzione binomiale negativa

Un caso particolare è la distribuzione degenere su un solo elemento: {\displaystyle S=\{s\}} e {\displaystyle P(s)=1}.
Anche le distribuzioni su più dimensioni (multivariate) possono essere discrete, come la distribuzione multinomiale.

## Tabella delle distribuzioni discrete comuni
La tabella seguente riassume le proprietà delle distribuzioni discrete più comuni, si intende {\displaystyle \mathbb {N} ^{+}:=\{1,2,\ldots \}} e {\displaystyle \mathbb {N} :=\mathbb {N} ^{+}\cup \{0\}}
| Distribuzione  | Parametri                                                    | Supporto                          | Funzione di probabilità                                                          | Valore atteso                                  | Varianza                                                        |
| -------------- | ------------------------------------------------------------ | --------------------------------- | -------------------------------------------------------------------------------- | ---------------------------------------------- | --------------------------------------------------------------- |
| Bernoulliana   | {\displaystyle p\in [0,1]}                                   | {\displaystyle \{0,1\}}           | {\displaystyle P(0)=1-p,\;P(1)=p}                                                | {\displaystyle p}                              | {\displaystyle p(1-p)}                                          |
| Uniforme       | {\displaystyle n\in \mathbb {N} ^{+}}                        | {\displaystyle \{1,2,\ldots ,n\}} | {\displaystyle P(k)={\frac {1}{n}}}                                              | {\displaystyle (n+1)/2}                        | {\displaystyle {\frac {n^{2}-1}{12}}}                           |
| Geometrica     | {\displaystyle p\in \;]0,1[}                                 | {\displaystyle \mathbb {N} }      | {\displaystyle P(k)=p(1-p)^{k-1}}                                                | {\displaystyle {\frac {1}{p}}}                 | {\displaystyle {\frac {1-p}{p^{2}}}}                            |
| Binomiale      | {\displaystyle p\in [0,1],\;n\in \mathbb {N} }               | {\displaystyle \{0,1,\ldots ,n\}} | {\displaystyle P(k)={\binom {n}{k}}p^{k}(1-p)^{n-k}}                             | {\displaystyle np}                             | {\displaystyle np(1-p)}                                         |
| di Pascal      | {\displaystyle p\in [0,1],\;n\in \mathbb {N} }               | {\displaystyle \mathbb {N} }      | {\displaystyle P(k)={\binom {-n}{k}}p^{k}(p-1)^{n-k}}                            | {\displaystyle n\left({\frac {1}{p}}-1\right)} | {\displaystyle n\left({\frac {1}{p^{2}}}-{\frac {1}{p}}\right)} |
| Ipergeometrica | {\displaystyle n\in \mathbb {N} ,\;r,h\in \{0,1,\ldots ,n\}} | {\displaystyle \{0,1,\ldots ,n\}} | {\displaystyle P(k)={\frac {{\binom {h}{k}}{\binom {n-h}{r-k}}}{\binom {n}{r}}}} | {\displaystyle {\frac {rh}{n}}}                | {\displaystyle {\frac {r(n-r)h(n-h)}{n^{2}(n-1)}}}              |